# West Covina
West Covina est une ville située dans l'est du comté de Los Angeles, dans la région de la vallée de San Gabriel, dans l'État de Californie, aux États-Unis. Sa population s’élevait à 106 098 habitants lors du recensement de 2010, estimée à 106 311 habitants en 2018.

## Histoire
West Covina a été créée à partir de la ville de Covina en 1923 afin d'éviter à cette dernière de construire une station d'épuration dans la ville. Benjamin Franklin Maxson, Jr. (1897-1928) a initié la séparation et en a été le premier maire. Les vergers de noyers et d'oranges y fleurissaient. La population était de 769 habitants en 1930 puis 1549 en 1940. Le boom de construction après la Seconde Guerre mondiale a fait de West Covina une des villes en expansions les plus rapides entre 1950 et 1960, avec une augmentation de 1000% de la population, passant de 5 000 à 50 000 citoyens. Elle a connu une croissance stable entre 1960 et 2000, puis un ralentissement à partir du recensement de 2010.
La ville de West Covina a débuté la seconde moitié du XXe siècle avec des projets et nouveaux développements de grandes entreprises. La mairie et la préfecture de police ont été construites en 1969, marquant la première phase d'une Autorité de Pouvoirs Joints dans le comté de Los Angeles. Cette autorité, incluant le comté de Los Angeles et la ville de West Covina, vint compléter un parking de trois étages dans le complexe de Centre Civique, incluant la librairie régionale de Los Angeles, les bureaux de mairie et la Cour municipale Citrus.
Le premier projet d'Agence de redéveloppement incluait un centre commercial régional, le West Covina Fashion Plaza, avec trois grands magasins et 150 boutiques, dans un centre commercial fermé et climatisé. Il incluait aussi une rénovation des anciennes sections du centre commercial. Le Fashion Plaza a approvisionné les citoyens de la vallée San Gabriel d'un accès pratique pour tous leurs besoins d'achats. Le centre a été rénové en 1991, avec l'ajout d'un étage de restaurations et d'autres boutiques, et une nouvelle décoration de tout le centre. Il a été renommé The Plaza at West Covina, ouvert, il a été doté d'une aile de 9 300 m2 en octobre 1993 avec 50 nouvelles boutiques dont Robinson's May et une rénovation intérieure du Plaza.
Les efforts de l'Agence de redéveloppement ont aussi mené à la construction de plusieurs bureaux importants dans la ville, tels que The Lakes, et en plus des deux nouveaux centre commerciaux, développement de boutiques indépendantes, restaurants, projets résidentiels et l'Auto Plaza.

## Démographie
| Groupe            | West Covina | Californie | États-Unis |
| ----------------- | ----------- | ---------- | ---------- |
| Blancs            | 42,8        | 57,6       | 72,4       |
| Asiatiques        | 25,8        | 13,1       | 4,8        |
| Autres            | 21,3        | 17,0       | 6,2        |
| Afro-Américains   | 4,5         | 6,2        | 12,6       |
| Métis             | 4,4         | 4,9        | 2,9        |
| Amérindiens       | 1,0         | 1,0        | 0,9        |
| Océaniens         | 0,2         | 0,4        | 0,2        |
| Total             | 100         | 100        | 100        |
|                   |             |            |            |
| Latino-Américains | 53,2        | 37,6       | 16,7       |

Selon l'American Community Survey, en 2010, 44,90 % de la population âgée de plus de 5 ans déclare parler l'anglais à la maison, 32,07 % déclare parler l'espagnol, 9,05 % une langue chinoise, 7,74 % le tagalog, 2,56 % le vietnamien et 3,68 % une autre langue.
| 1930 | 1940  | 1950  | 1960   | 1970   | 1980   |
| ---- | ----- | ----- | ------ | ------ | ------ |
| 769  | 1 072 | 4 499 | 50 645 | 68 034 | 80 292 |

| 1990   | 2000    | 2010    | - | - | - |
| ------ | ------- | ------- | - | - | - |
| 96 086 | 105 080 | 106 098 | - | - | - |

## Géographie
Selon le Bureau du recensement des États-Unis, la superficie totale West Covina est de 41,67 km2, dont 41,54 km2 de terre et 0,126 km2 d'eau (0,30 %). La région de la Vallée San Gabriel a un climat méditerranéen chaud, avec des températures d'été de 22° en moyenne.

## Projets nouveaux et en cours

### Projet West Covina Sportsplex (Phase 2)
Ce projet est terminé : il est composé de 4 parties (développement commercial, Big League Dreams Sports Park, Circuit Public de Golf de 18 trous et développement de bureaux commerciaux). Ce site de 170 000 m2 comporte 28 000 m2) d'espaces de vente de haute qualité. La zone commerciale inclut des magasins comme Target, Home Depot, Verizon, Fresh & Easy, Petsmart et d'autres boutiques et restaurants. Le Big League Dreams Sports Park inclut des cages de baseball, un terrain pouvant être utilisé comme un terrain de football, de ice hockey, et peut être loué comme espace de loisir. Il comporte aussi 6 terrains de balle de haute qualité répliquant les Yankee Stadium, Tiger Stadium, Fenway Park, Wrigley Field, Dodger Stadiumand Angel Stadium. The Big League Dreams Sports Park est un parc municipal, détenu par la ville et entretenu sous contrat par la Big League Dreams. Le terrain de golf professionnel 18 trous et les bureaux sont tous en phase de développement.

### Westfield West Covina expansion
La rénovation du Plaza West Covina est à présent terminée, et comporte des rénovations cosmétiques ainsi que structurelles à l'intérieur et à l'extérieur, dont un Best Buy de 4 200 m2, restaurants et commerces.

### Autres projets
Un nouvel hôtel de 2½ étoiles est en cours de construction. The Fairfield Inn & Suites by Marriott comporte 5 étages, 110 chambres, 5 298,1 m2 au 3211 E. Garvey Avenue. L'ouverture était prévue en 2010, retardée jusqu'au 12 avril 2011. Le centre commercial McIntyre Square sur Citrus Avenue de 5 618 m2 est en rénovation depuis 2008.

## Gouvernement et infrastructures
C'est le Los Angeles County Department of Health qui gère le Pomona Health Center à Pomona, hôpital de référence de West Covina.

## Jumelages
- Ōtawara (Japon)
- Beijin (Chine)
- Tainan (Taïwan)